# 九陇郡
九陇郡，中国南北朝时设置的郡。
西魏攻克南梁的东益州，北周废除东益州，改南晋寿郡置九陇郡，治所在九陇县（原南晋寿县，今四川省彭州市西北九陇镇，一说在丹景山镇西南一公里），《太平寰宇记》记载以九陇山为名。下辖九陇县、陇泉县、青阳县、興固县。辖境约当今四川省彭州市等地。隋文帝开皇三年（583年）废九陇郡，下辖诸县归属益州。